# Isidoro Reggio
Isidoro Reggio (geboren 1861 in Görz; gestorben 1922) war ein italienischer Journalist, Chefredakteur und Schriftsteller.

## Leben
Der 1861 im österreichischen Görz geborene Reggio arbeitete nach seinem Studium in seiner Heimatstadt als Journalist. Im Juli 1889 übernahm der überzeugte Irredentist Reggio die Leitung der Triester Tageszeitung L’Indipendente, die wegen irredentistischer Agitation von den österreichisch-ungarischen Behörden bereits mehrfach kurzfristig geschlossen worden war. Es gelang ihm eine Reihe von Persönlichkeiten aus der Stadt für die redaktionelle Mitarbeit zu gewinnen, und mit seinen Ideen sorgte er für frischen Wind in der Redaktion. Allerdings erwies Reggio sich als schlechter Verwalter, so dass er zu einer Reihe von Sparmaßnahmen gezwungen war. Im Dezember 1893 gab er die Leitung ab und nahm von seinen Lesern, nachdem die finanzielle Lage alarmierende Ausmaße angenommen hatte.
Sein Abschied vom L’Indipendente war zugleich auch sein Abschied von Triest. Reggio ging nach Mailand und nahm zunächst eine Stellung in der Auslandsredaktion beim Corriere della Sera an. Anschließend gründete er „L’Alba“, eine Zeitung der Konstitutionellen Monarchistischen Partei, die er auch selbst leitete. Nach einer kurzen Blütezeit am Beginn wurde die Veröffentlichung der neuen Zeitung allerdings bald eingestellt.
Nach seinem Aufenthalt in Mailand lebte er in Reggio nell’Emilia und war bei der Zeitung Corriere di Reggio tätig. Während des Ersten Weltkrieges arbeitete er an seinem monumentalen Werk Storia della grande guerra d’Italia, das zwischen 1916 und 1919 in 24 Bänden im italienischen Verlagshaus Istituto editoriale italiano erschien, das 1911 von Umberto Notari in Mailand gegründet worden war.  Nach dem Ende des Krieges wollte er im Dezember 1919 in das nun italienische Triest zurückkehren. Er starb 1922.
Cristina M. Bettin zählt Isidoro Reggio zu Italiens berühmten patriotischen Journalisten.

## Schriften
- Storia della grande guerra d’Italia (24 Bände) Istituto editoriale italiano, Mailand 1916–1919.